# Sphaeroma exosphaeroma
Sphaeroma exosphaeroma là một loài chân đều trong họ Sphaeromatidae. Loài này được Boone miêu tả khoa học năm 1918.